# Episodi di Borgen - Il potere (quarta stagione)
La quarta stagione della serie televisiva Borgen, intitolata Borgen - Potere e gloria, è stata trasmessa sul canale danese DR1 dal 13 febbraio al 3 aprile 2022.
In Italia la stagione è stata resa disponibile dal servizio di streaming Netflix il 2 giugno 2022.
| Nº | Titolo originale                     | Titolo italiano                  | Prima TV Danimarca | Prima TV Italia |
| -- | ------------------------------------ | -------------------------------- | ------------------ | --------------- |
| 1  | The Future is Female                 | Il futuro è donna                | 13 febbraio 2022   | 2 giugno 2022   |
| 2  | Pest eller kolera                    | Il male minore                   | 20 febbraio 2022   | 2 giugno 2022   |
| 3  | Inuit Nunaat Menneskenes Land        | Inuit Nunaat: Terra degli uomini | 27 febbraio 2022   | 2 giugno 2022   |
| 4  | Ministeren ønsker ikke at udtale sig | La Ministra non vuole commentare | 6 marzo 2022       | 2 giugno 2022   |
| 5  | A Near-Artic State                   | Uno stato quasi artico           | 13 marzo 2022      | 2 giugno 2022   |
| 6  | Magtens Danmark                      | I poteri che sono in Danimarca   | 20 marzo 2022      | 2 giugno 2022   |
| 7  | Just make it go away                 | Non si discute                   | 27 marzo 2022      | 2 giugno 2022   |
| 8  | Havets moder                         | Madre del mare                   | 3 aprile 2022      | 2 giugno 2022   |

## Il futuro è donna
- Titolo originale: The Future is Female
- Diretto da: Per Fly
- Scritto da: Adam Price e Emilie Lebech Kaae
- Citazione di apertura: L'uomo è l'unico animale i cui desideri aumentano man mano che vengono nutriti (Henry George)

### Trama
Nella Groenlandia nord-occidentale è stato scoperto un giacimento di petrolio e gli abitanti dell'isola iniziano a pregustare l'indipendenza economica dalla Danimarca. Birgitte è ministro degli Esteri nel governo guidato dalla laburista Signe Kragh, duo lodato dalla stampa progressista come il segno di una politica proiettata verso un futuro sempre più al femminile. Al di là delle apparenze, però, Birgitte fatica a tenere il passo di un Ministro di Stato giovane e dinamica, tanto che Laugesen non perde occasione per profetizzare il declino di un politico obsoleto come la Nyborg. Al contrario, Birgitte non si è mai sentita tanto in forma come adesso, con i figli ormai grandi e la possibilità di dedicarsi completamente alla politica. A darle qualche preoccupazione è Magnus, studente universitario entrato in un collettivo ambientalista e diventato vegano, ignorando che il figlio si rende protagonista di atti vandalici come il recente rapimento di un trattore carico di maiali destinati alla macellazione. Katrine è diventata responsabile dell'informazione di TV1, promettendo ai colleghi che sotto la sua guida torneranno ad essere la redazione più rispettata del Paese.
Avvertita dall'omologo groenlandese Hans Eliassen del ritrovamento del petrolio, Birgitte vuole occuparsi lei della questione perché l'Artico rientra tra le competenze del suo dicastero. La Nyborg biasima pubblicamente la scelta della Groenlandia di imboccare la strada dei combustibili fossili, venendo obbligata da Signe a rettificare. I groenlandesi fanno comunque sul serio, tanto da aver già appaltato le trivellazioni alla società canadese Canadian Energy Contractors. Avendo saputo da un vecchio conoscente che Laugesen si appresta a tornare in politica con un importante incarico governativo, Birgitte vende la notizia a Torben, in modo che Signe debba badare alle fibrillazioni nella sua maggioranza e lasci sguarnito il dossier groenlandese. La vicenda si complica con la notizia, riportata dal Financial Times e piombata nel bel mezzo di una riunione, che la Canadian Energy Contractors è stata comprata da una compagnia russa. Birgitte nomina ambasciatore per l'Artico il suo vice Asger Holm Kirkegaard, rivelatosi molto preparato sulle trivellazioni, benché confessi di essere aerofobo.
Birgitte richiama la Groenlandia sull'importanza di rispettare l'accordo di Parigi sul clima e l'obiettivo della neutralità carbonica entro il 2050. Signe si vede costretta a fare marcia indietro su Laugesen, dato il perentorio altolà degli alleati alla nomina di una personalità non eletta e sospettata di essere scelta in virtù di rapporti personali con il Ministro di Stato. Dissimulando la delusione, Laugesen accusa Signe di essersi piegata alle logiche politiche e di aver commesso il suo primo grande errore politico. Signe avverte Birgitte di aver scoperto che è lei la fonte della notizia su Laugesen, ma nonostante ciò ha deciso di lasciarle la così tanto bramata patata bollente della Groenlandia. Signe rimarca che Birgitte si sta avventurando su una sottile lastra di ghiaccio e, dovesse cadere, sarà solamente lei a precipitare e nessuno accorrerà a salvarla. Diretto alla prima missione in Groenlandia, Asger ragguaglia Birgitte su un aspetto inquietante riguardo alla società russa che ha acquistato la Canadian Energy Contractors. Si tratta, infatti, di una compagnia controllata da Mikhail Gamov, amico intimo del presidente russo e noto criminale internazionale.

## Il male minore
- Titolo originale: Pest eller kolera
- Diretto da: Per Fly
- Scritto da: Adam Price e Emilie Lebech Kaae
- Citazione di apertura:  C'è poca differenza tra ostacolo e opportunità. I saggi sono in grado di volgere entrambi a proprio vantaggio (Niccolò Machiavelli)

### Trama
Dovendo riferire in commissione esteri sulla Groenlandia, Birgitte vuole saperne di più su Gamov e chiede un incontro alla sua omologa svedese Sofia Hellström. Costei le riferisce che Gamov, pur non essendo più al governo, ufficiosamente fa ancora parte del consiglio di sicurezza del presidente russo e sta per essere inserito nella lista UE dei soggetti da sanzionare, a causa delle attività di riciclaggio e dei legami con la mafia. Atterrato in Groenlandia, Asger è messo in difficoltà da Eliassen che vorrebbe trattare direttamente con lui, pur non essendo di pari grado. Quella di Eliassen è anche una strategia mediatica, volta a dipingere Asger come un burocrate arrivato dalla madrepatria e completamente insensibile alle istanze di una popolazione stanca di essere trattata con sudditanza. Katrine è rimproverata dai vertici per aver mandato in onda un servizio sulla Groenlandia con ragazzi ubriachi, reiterando il vecchio pregiudizio sulla piaga che costituisce la prima causa di morte sull'isola e in questo momento certamente non favorisce il dialogo reciproco. Magnus impedisce alla madre di vedere un servizio al telegiornale sulla sua bravata.
Birgitte incarica Asger di scoprire quante azioni della Canadian Energy Contractors sono state acquistate da Gamov. Condotto al sito di trivellazione, Asger rivolge la domanda alla rappresentante della compagnia Caroline Martin che dissimula tranquillità. Asger si sta infatuando di Emmy Rasmussen, capo dipartimento della premier groenlandese, che gli mostra la rupe più alta dell'isola, da cui si gode un bellissimo panorama che viene però ammirato anche dagli aspiranti suicidi. Birgitte condivide le informazioni su Gamov con l'ambasciatore statunitense Richard Stranton, ben consapevole di non poter giocare la partita groenlandese senza l'apporto del principale alleato. Sballottata da un impegno all'altro, Birgitte ha trovato un valido apporto nel giovane assistente Olvier Hjorth che ha pensato a un regalo per il compleanno di Magnus, di cui lei si era dimenticata. Dopo aver festeggiato velocemente con il figlio, Birgitte vola a TV1 per un dibattito a distanza con Eliassen in cui ribadisce la necessità di guardare la questione groenlandese da un diverso punto di vista, quello dell'ambiente che soffre il cambiamento climatico.
Poco prima della riunione della commissione esteri, Stranton si presenta a sorpresa per implorare Birgitte di non citare Gamov, essendo in corso un'indagine della CIA che prenderà ancora trentasei ore di tempo. Per convincere la Nyborg a stare dalla loro parte, Stranton la stuzzica con l'indiscrezione che il suo presidente la starebbe valutando quale nuovo segretario generale delle Nazioni Unite. Birgitte asseconda la richiesta statunitense, riferendo ai membri della commissione che l'acquisizione della Canadian Energy Contractors è attualmente sotto investigazione, ma a un deputato del Movimento solidale arrivata una soffiata proprio su Gamov. Birgitte è furiosa per la fuoriuscita della notizia dal ministero, ordinando al proprio segretario Rasmus Gren Lundbæk di scovare la talpa. Malick, giovane lavoratore della Canadian Energy Contractors, sta tentando di passare informazioni sulla compagnia ad un contatto in Marina, dove spera di essere reintegrato. Scoperto da Caroline, dopo che i russi hanno sottoposto ai dipendenti un rigido accordo di riservatezza, Malick fugge via e viene successivamente ritrovato cadavere ai piedi della rupe.

## Inuit Nunaat: Terra degli uomini
- Titolo originale: Inuit Nunaat Menneskenes Land
- Diretto da: Per Fly
- Scritto da: Adam Price e Emilie Lebech Kaae
- Citazione di apertura: "La natura è grande, ma l'uomo è ancora più grande" (Knud Rasmussen)

### Trama
Nonostante TV1 abbia scovato il coinvolgimento di Gamov nella compagnia petrolifera canadese, Birgitte continua a non volersi pronunciare pubblicamente sul malvivente e resta focalizzata sul dissuadere la Groenlandia dallo sfruttamento del petrolio. Sofferente di frequenti sudorazioni dovute alla menopausa, Birgitte è informata del coinvolgimento di Magnus nel rapimento di un carico di maiali da un allevamento. La Nyborg non vuole trattamenti di favore per il figlio, il quale è del suo stesso parere e rivendica con orgoglio le proprie azioni, rivendicando il diritto di fare politica esattamente come lei. Al termine del funerale di Malick, Asger incontra l'ex primo ministro groenlandese Jens Enok Berthelsen che non ha affatto gradito le parole appena pronunciate da Birgitte, essendosi speso in prima persona a favore delle trivellazioni. Costei finisce nel mirino dei suoi stessi alleati che la vogliono sfiduciare per aver omesso le informazioni su Gamov. A guidare la fronda contro di lei è il suo storico compagno di partito, nonché attuale ministro della Giustizia, Jon Berthelsen.
Signe non prende ancora posizione contro Birgitte, ma la invita a risolvere la crisi perché altrimenti non esiterà a scaricarla, non ritenendo valga la pena far cadere il governo per lei. Birgitte sente il bisogno di chiedere consiglio a Bent Sejrø, che inizia a manifestare i primi sintomi della demenza, dal quale riceve comunque la carica per affrontare il voto di sfiducia in Parlamento calendarizzato per l'indomani. La sua preoccupazione è impedire che esca anche la storia di Magnus, il che le darebbe il colpo di grazia. Confrontandosi con Asger, Birgitte si rende conto che deve perorare la causa dei combustibili fossili, dei quali il mondo avrà bisogno ancora per qualche decennio, tuttavia servono voti per bloccare la sfiducia e gli unici che possono salvarla sono i Liberali di Jens Jakob Steen. Mentre si sta decidendo il destino politico della Nyborg, Katrine si occupa della realizzazione di un servizio da mandare in onda nel caso in cui venga sfiduciata o si dimetta, emozionandosi nel rivedere immagini del passato in cui alla cavalcata politica di Birgitte sono legati i ricordi della sua carriera giornalistica.
Birgitte interviene su TV1 per annunciare la nuova linea sui combustibili fossili, preferendo appropriarsi del petrolio groenlandese anziché andarlo a chiedere a nazioni illberali.  	Katrine è furiosa con la giornalista Narciza Aydin per non aver attaccato la Nyborg sul suo voltafaccia, oltre a non nascondere la propria delusione per un politico verso cui ha sempre avuto grande fiducia. Birgitte si inimica la base del partito ed è pronta a fronteggiare le proteste di piazza, tuttavia ha riconquistato la fiducia di Berthelsen e soprattutto di Signe. I Liberali tramutano la mozione di sfiducia in un rimprovero, limitandosi a biasimare il governo per come è stata gestita la questione. Katrine raccoglie la tacita conferma di Steen che dietro alla mancata sfiducia c'è Gamov, avendo scoperto l'incontro tra Birgitte e la ministra svedese Hellström. Asger si sta trovando bene in Groenlandia, però Emmy tronca la nascente affinità tra loro. Magnus lascia un messaggio sullo specchio del bagno in cui denigra la madre per essersi schierata contro l'ambiente.

## La Ministra non vuole commentare
- Titolo originale: Ministeren ønsker ikke at udtale sig
- Diretto da: Per Fly
- Scritto da: Adam Price e Emilie Lebech Kaae
- Citazione di apertura: Come diavolo farete a cavarvela nella grande Danimarca? (Niviaq Korneliussen, La valle dei fiori)

### Trama
Katrine informa Oliver della tegola che si sta per abbattere su Birgitte, rimarcando come il messaggio al centro dello scandalo sia partito proprio dal suo telefono. La Nyborg deve rendere conto ai colleghi dei Nuovi Democratici del suo cambio di rotta, rassicurandoli che troverà il modo di inserire il clima nell'accordo con la Groenlandia. Eliassen apre il secondo round di negoziati con Asgar, ponendo la condizione perentoria che tutte le entrate petrolifere dovranno essere destinate alla Groenlandia. Katrine non vuole sia Narciza a intervistare nuovamente Birgitte, ma il problema non si pone perché la Nyborg non intende rilasciare ulteriori dichiarazioni su un argomento già ampiamente affrontato. Risentiti per la porta sbattuta in faccia da una ministra che si sente protetta dal suo governo e anche dall'opposizione, Katrine e Torben fanno uscire la notizia.
Signe obbliga Birgitte ad andare a TV1 a chiarire i fatti, tacciandola di assumere un atteggiamento antidemocratico. Narciza denuncia alle risorse umane l'estromissione dalla conduzione di TV1 nella sua fascia oraria, quando dovrebbe intervistare la Nyborg, ma Katrine tira dritto e non la vuole in onda. Birgitte riceve notizie dall'ambasciatore cinese che richiedono una riunione urgente della commissione esteri. Infatti, è emerso che le quote straniere nella Canadian Energy Contractors apparterebbero a cinesi, quindi Birgitte avrebbe fatto bene a non nominare Gamov in commissione quando il quadro accusatorio contro il malvivente russo non era ancora sufficientemente chiaro. Asger è interrogato dalla polizia groenlandese in qualità di ultima persona ad aver visto Malick vivo, preoccupandosi che la sua morte venga frettolosamente derubricata a suicidio.
Il successivo lunedì prendono il via i negoziati con la Groenlandia, lo stesso momento in cui TV2 esce con la storia di Magnus. Birgitte si fa forte del precedente accordo stipulato nel 2009 e rimarca che la Groenlandia non è pronta a tagliare il cordone ombelicale. Una Nyborg troppo nervosa calca la mano sui rischi a cui si esporrebbe la Groenlandia nel navigare da sola in un mare popolato da superpotenze come gli Stati Uniti e la Cina, indispettendo Ellias che abbandona il tavolo. Poiché qualche utente di TV1 la sta attaccando sui social per il trattamento riservato a Narciza, Katrine tenta di scusarsi con la collega, suonando però chiaramente stucchevole. Asger ed Emmy hanno un ritorno di fiamma. Sentendosi schiacciata dalle critiche per i diversi fronti aperti contro di lei, a cui si sono appena aggiunti i guai di Magnus, Birgitte chiede a Laugesen di incontrarla.

## Uno stato quasi artico
- Titolo originale: A Near-Artic State
- Diretto da: Mogens Hagedorn
- Scritto da: Adam Price e Emilie Lebech Kaae
- Citazione di apertura: "Lasciate che la Cina dorma perché. quando si sveglierà, il mondo tremerà" (Napoleone Bonaparte)

### Trama
Birgitte si sta recando al ministero per il secondo incontro con la delegazione groenlandese, speranzosa di ricucire lo strappo del giorno precedente, quando giunge la notizia che Eliassen ha fatto improvvisamente ritorno all'isola. La ragione della partenza è l'arrivo in Groenlandia di emissari del gruppo cinese Ching Sin Enterprise, i nuovi acquirenti della compagnia petrolifera, mettendo in allerta gli Stati Uniti per il diretto coinvolgimento della Cina negli affari groenlandesi. Birgitte vuole che Laugesen sia il suo spin doctor, ruolo rimasto vacante troppo a lungo, ricevendo il consiglio di sfruttare maggiormente i social media come fa Signe per riguadagnare la popolarità perduta. La Ministra di Stato sbraita a Birgitte di non rilasciare più dichiarazioni alla stampa senza consultarla, anche se la sua ministra le ricorda che è stata proprio lei a volerla abbandonare sulla lastra di ghiaccio. Stanca di essere insultata sui social, Katrine impone a Narciza di non parlare più di questioni lavorative con persone esterne a TV1. Tornato in Groenlandia, Asger resta spiazzato nello scoprire che Emmy è sposata con Aqqaluk.
I maiali rapiti da Magnus e i suoi amici sono stati abbattuti. Laugesen propone a Birgitte di apparire a Daily Danimarca con il figlio, il quale dovrà scusarsi per la bravata. Narciza si ribella nuovamente a Katrine, rivolgendo all'ambasciatore cinese domande sul mancato rispetto dei diritti umani nel suo Paese che non centravano nulla con l'intervista sul petrolio. Katrine licenzia Narciza per mancato rispetto della linea editoriale, forte di un'intervista denigratoria contro TV1. Dopo una conferenza stampa congiunta con Signe, proposta dalla stessa ministra degli Esteri per rilanciare un'immagine di unità del governo, Birgitte riceve una telefonata dell'ambasciatore cinese che, ringraziandola per il sostegno dato alla Cina sul fronte groenlandese, le ricorda quanto il Dragone è stato decisivo sul fronte Gamov. Gli Stati Uniti non gradiscono l'apertura della Nyborg alla Cina, il cui ingresso in un'area geo-politicamente sensibile come la Groenlandia può rappresentare un problema serio. La Ching Sin Enterprise comunica di voler costruire un porto nel nord della Groenlandia, avendo riscontrato che le acque della zona in cui si sta trivellando non sono abbastanza profonde.
Asger suggerisce a Birgitte di ostacolare silenziosamente i cinesi, in modo da non indispettire troppo gli statunitensi. L'ambasciatore artico incontra Josva Johansen, pescatore proprietario del terreno sul quale dovrà sorgere il porto, apprendendo che è arrivato troppo tardi e l'affare con i cinesi è già stato siglato. Magnus accetta di apparire con Birgitte a Daily Danimarca, confidando alla madre di aver lasciato l'università. L'intervista sortisce il suo effetto, con Magnus che si discolpa per il rapimento dei maiali, ma l'appena ritrovata serenità familiare è immediatamente compromessa quando il ragazzo scopre che la madre ha assunto Laugesen come spin doctor, ricordando il male fatto dall'uomo alla loro famiglia ai tempi del ricovero di Laura. L'ex marito Philip riferisce a Birgitte che Magnus ha giustificato l'abbandono dell'università con la paura di poter diventare cinico come lei. Proprio mentre Birgitte sta rassicurando l'opinione pubblica sulle intenzioni pacifiche della Cina, un drone non identificato entra nei cieli della Groenlandia ed è immediatamente abbattuto.

## I poteri che sono in Danimarca
- Titolo originale: Magtens Danmark
- Diretto da: Mogens Hagedorn
- Scritto da: Adam Price e Emilie Lebech Kaae
- Citazione di apertura: "Ogni battaglia è vinta prima di essere combattuta" (Sun Tzu)

### Trama
Il governo Kragh taglia il traguardo dei cento giorni in un clima appesantito dalle dichiarazioni di Nadia Barazani, ministra dell'Ambiente, che denuncia i rischi derivanti dalle trivellazioni per l'ambiente groenlandese. Signe ordina a Birgitte di controllare meglio i ministri del suo partito, mettendola in ulteriore difficoltà dopo che già Jon le ha espresso forte preoccupazione per la reazione della base dei Nuovi Democratici al tradimento degli ideali sul clima. Quantomeno Birgitte si chiarisce con Magnus, facendogli capire che una persona come Laugesen, per quanto spregevole, in questo momento è essenziale alla loro causa. Invece, non è ancora stata chiarita la proprietà del drone abbattuto in Groenlandia, con Rasmus che esclude i russi dall'elenco dei sospettati. Proprio mentre sta cercando di far digerire alla redazione la cacciata di Narciza, l'autorevolezza di Katrine è messa in discussione da un'intervista del direttore TV1, Frederik Heegaard, secondo cui la giornalista era troppo in gamba per farsela scappare. Asger si preoccupa per Tanja, la sorella minore di Malick, che dopo la morte del fratello sta andando fuori controllo.
Siccome un sottomarino russo è stato avvistato a Nuuk nei momenti in cui è stato abbattuto il drone, Birgitte manda Asger a indagare. Nella base navale Asger si imbatte in Jeppe Husted, militare della Marina che era il famoso contatto a cui Malick passava le informazioni sulla Canadian Energy Contractors, sospettando sia un agente segreto. Birgitte espone a Stranton l'ipotesi di costituire una società danese che funga da intermediaria tra la Groenlandia e la Cina, così da assicurare trasparenza nei lavori di costruzione della raffineria e tenere tranquilli gli statunitensi. La Cina ovviamente non accetta di essere controllata dai danesi, reputandola un'indebita limitazione dei propri affari, rispondendo con la richiesta di espandere il porto in costruzione per rendere la Groenlandia parte della Nuova via della seta. Oliver suggerisce a Birgitte di consentire anche agli Stati Uniti di avere un loro porto in Groenlandia, così da controbilanciare l'influenza cinese nell'area. Heegaard paventa a Katrine il rischio che TV1, mostrandosi troppo ostile al governo, possa perdere le sovvenzioni statali. Katrine rivorrebbe Torben conduttore al posto di Narciza.
Una squadra del comando artico individua degli uomini in mimetica bianca nei pressi del drone abbattuto. Invitati ad identificarsi, gli uomini iniziano ad armeggiare con il drone e i militari artici sparano un colpo di avvertimento, ottenendo il risultato sperato di metterli in fuga. Birgitte riferisce l'accaduto a Signe, oltre alla conclusione dell'accordo secondo il quale gli statunitensi accetteranno la presenza dei cinesi in Groenlandia. In barba alle ultime promesse, Asger ed Emmy finiscono nuovamente a letto insieme. Katrine è messa sempre più alle strette dai piani alti di TV1, dato che i telespettatori spingono per riavere Narciza in video. Peccato che Torben abbia appena accettato, dopo anni da semplice redattore, di tornare a condurre il telegiornale. Collegandosi in video con Asger, Birgitte va su tutte le furie nel vedere un ciondolo tipicamente groenlandese sul tavolo del suo ambasciatore artico, capendo che sta avendo una relazione con Emmy e intimandogli di tornare a casa. Nadia comunica a Birgitte di volersi dimettere da ministra dell'Ambiente, non essendo più disposta a scegliere tra le proprie convinzioni e la realpolitik.

## Non si discute
- Titolo originale: Just make it go away
- Diretto da: Dagur Kari e Mogens Hagedorn
- Scritto da: Adam Price e Emilie Lebech Kaae
- Citazione di apertura: "Nell'essenza del potere c'è anche l'abuso" (Immanuel Kant)

### Trama
Le dimissioni di Nadia rischiano di provocare un terremoto nei Nuovi Democratici. Lodando la decisione della collega che ha seguito il suo istinto, Birgitte deve trovare un sostituto affinché il dicastero resti al suo partito. Il governo intende mettere a tacere la vicenda drone per evitare di ritrovarsi in una posizione sempre più scomoda nella tenaglia tra Stati Uniti, Cina e Russia. Tuttavia, gli Stati Uniti denunciano l'intrusione da parte dei russi in un territorio alleato, lasciando presagire una crisi internazionale dagli esiti imprevedibili. Birgitte perdona Asger, non potendosi privare di un elemento dotato delle sue competenze, rispedendolo in Groenlandia a riprendere le trattative. Asger la mette al corrente della pista relativa a Jeppe Husted, con Oliver che ascolta la loro conversazione stranamente interessato. Katrine si vede costretta a riprendere Narciza a bordo, accettando le sue condizioni che prevedono uno stipendio più alto e libertà di esprimere le proprie opinioni. Katrine vive con fastidio il ritorno di Narciza, anche perché gli hater sui social adesso la criticano per non essere stata abbastanza autoritaria, mentre prima era l'esatto contrario.
In vista di una possibile resa dei conti con Jon, Birgitte incontra Laugesen per valutare chi all'interno del partito le è rimasto fedele. Asger nota la presenza di una torre di comunicazione cinese che rischia di mandare in frantumi la nuova intesa siglata con gli statunitensi, esigendo che d'ora in poi ogni decisione sulla Groenlandia abbia necessariamente il placet della Danimarca. Asger restituisce il ciondolo a Emmy, segnando la fine della loro liaison. Jon convoca una riunione straordinaria dei Nuovi Democratici per approvare l'uscita dal governo. Birgitte formula la controproposta di restare dentro l'esecutivo, incassando sette voti a favore e sei contrari. Oliver riferisce a Rasmus di sospettare che Birgitte starebbe ordendo una trama per rovesciare Jon e prendersi l'intero partito. Rasmus lo invita a tenere per sé i propri sospetti, ricordandogli che è loro dovere servire il ministro, chiunque egli sia. Katrine fatica sempre più a tenere il polso della redazione, essendosi aggiunto il caso di Benjamin, giovane reporter in ascesa a cui lei in passato ha tarpato le ali e che adesso starebbe meditando di passare a TV2.
Siccome Magnus è sempre più attivo sui social, prendendo posizione a favore del clima e in dissenso dalla madre, TV1 vorrebbe riproporre un'intervista a due di Birgitte e suo figlio. Il comitato di TV1 impone a Katrine di rinnovare la programmazione nell'ottica delle famiglie e mettere un freno a Torben, il quale nel suo primo intervento da redattore politico ha criticato la Nyborg per i suoi ultimi errori di giudizio. Gli Stati Uniti inviano una flotta di F-35 a Thule, cui i russi rispondono con un'intensificazione delle esercitazioni. Signe vuole rispondere all'acuirsi della crisi geopolitica con un'equa spartizione del petrolio 50%-50%. Con sofferenza, Jon dice di sostenere la linea del governo, scongiurando una crisi politica nel bel mezzo della tempesta groenlandese. Asger porta la nuova proposta del fifty-fifty al tavolo negoziale, evidenziandone i vantaggi ad Ellias. Signe e Birgitte suggellano la loro intesa con la nomina della Nyborg a vicepresidente, inducendo Jon a lanciare il guanto di sfida a Birgitte per sfilarle la guida dei Nuovi Democratici.

## Madre del mare
- Titolo originale: Havets moder
- Diretto da: Per Fly
- Scritto da: Adam Price e Emilie Lebech Kaae
- Citazione di apertura: "Non è perché le cose sono difficili che non osiamo, ma è perché non osiamo che sono difficili" (Seneca)

### Trama
Danimarca, Groenlandia e Cina hanno raggiunto l'accordo per la spartizione dei proventi petroliferi. Signe chiede a Birgitte di firmare l'intesa in rappresentanza del governo, anche se la cerimonia sull'isola è prevista lo stesso giorno del congresso dei Nuovi Democratici. Birgitte si vede costretta a dare priorità all'impegno istituzionale, confidando che dal congresso non esca una maggioranza a sostegno di Jon. Frattanto, la Nyborg accetta di apparire nuovamente con Magnus a Daily Danimarca, dove va in scena uno scontro tra due generazioni che non riescono a capirsi. Abituata a dibattere con gli avversari politici, Birgitte si lascia prendere la mano e accusa il figlio di semplificare troppo le cose, come fanno tipicamente i ragazzi della sua età, abituati ad avere tutti gli agi derivanti dal lavoro dei genitori. L'accordo sul petrolio è sottoscritto dalle parti, anche se Elliasen non manca di manifestare la propria insoddisfazione per un patto che vincola ancora di più la Groenlandia alla Danimarca. Birgitte fa notare al proprio omologo che non sono in grado di avere l'autonomia, invitandolo a smetterla di incolpare la Danimarca per questioni risalenti alla notte dei tempi.
Per tutto il giorno Birgitte è inseguita da telefonate e messaggi dei propri familiari che vorrebbero parlarle di Magnus, rimasto offeso da quanto successo al dibattito. La Nyborg è presa di mira sui social network, schierati in larghissima parte dalla parte del figlio, venendo etichettata come "madre peggiore dell'anno". Uscendo in barca con il pescatore Johansen, Birgitte inizia a pentirsi dell'intesa appena firmata e del suo voltafaccia sul clima, servitole unicamente a mantenere la poltrona di ministro. Rientrata dalla Groenlandia, Birgitte partecipa al congresso in cui la sua posizione sembra irrimediabilmente compromessa quando Bent Sejrø, teoricamente l'unico sicuro dalla sua parte, dice di non riconoscerla più e che sosterrà Jon. Laugesen spiega a Birgitte che l'unico modo per uscire dall'angolo è rendere pubblica la demenza di Sejrø, l'ultima cosa che la Nyborg vorrebbe fare. Birgitte matura la decisione di recedere dall'accordo sul petrolio, ottenendo il benestare di Signe che nel frattempo è stata contattata dal presidente degli Stati Uniti, dal quale sono pervenuti segnali di insoddisfazione.
Birgitte prende la parola al congresso, ammettendo di aver complottato per far cadere Jon e che Sejrø aveva ragione, il potere l'ha trasformata in una persona diversa. La Nyborg dichiara che il governo non sosterrà più la politica del petrolio, invitando l'assemblea a combattere per i valori dei Nuovi Democratici e annunciando le proprie dimissioni in favore di Jon. Katrine ha vissuto una giornata emotivamente complessa, bloccata da un esaurimento nervoso che le ha impedito di apparire in video. La sospensione del progetto petrolifero rasserena le relazioni diplomatiche tra Danimarca e Groenlandia, oltre ad abbassare le tensioni tra le superpotenze. Katrine decide di lasciare il lavoro per vivere serenamente nella nuova casa in campagna con Søren, progettando di scrivere un libro sul potere in Danimarca. Asger mantiene i contatti a distanza con Emmy, anche perché Birgitte ha cambiato idea e ritiene positiva la loro storia. Magnus ha ripreso a frequentare l'università, riconciliandosi con la madre. C'è un rimpasto di governo, ma Birgitte non ne farà più parte perché ha deciso, d'intesa con Signe, di essere la nuova commissaria europea della Danimarca.